# Heterocithara mediocris
Heterocithara mediocris är en snäckart som beskrevs av Nils Hjalmar Odhner 1924. Heterocithara mediocris ingår i släktet Heterocithara och familjen kägelsnäckor. Inga underarter finns listade i Catalogue of Life.